# Ngleshie Amanfro

Ngleshie Amanfro är en ort i södra Ghana, belägen vid Weijadammen, väster om Accra. Det är den största orten i distriktet Ga South, som tillhör regionen Storaccra, och folkmängden uppgick till 118 727 invånare vid folkräkningen 2010.